# (6004) 1988 XY1
(6004) 1988 XY1 es un asteroide perteneciente al cinturón de asteroides, región del sistema solar que se encuentra entre las órbitas de Marte y Júpiter, descubierto el 11 de diciembre de 1988 por Seiji Ueda y el astrónomo Hiroshi Kaneda desde el Kushiro Marsh Observatory, Hokkaido, Japón.

## Designación y nombre
Designado provisionalmente como 1988 XY1. 

## Características orbitales
1988 XY1 está situado a una distancia media del Sol de 2,272 ua, pudiendo alejarse hasta 2,388 ua y acercarse hasta 2,155 ua. Su excentricidad es 0,051 y la inclinación orbital 2,832 grados. Emplea 1250,90 días en completar una órbita alrededor del Sol.

## Características físicas
La magnitud absoluta de 1988 XY1 es 13,7. Tiene 4,754 km de diámetro y su albedo se estima en 0,284. 